# VdB 26
vdB 26 è una piccola nebulosa a riflessione, visibile nella costellazione del Toro.
Può essere individuata con facilità partendo dalla stella λ Tauri e spostandosi verso μ Tauri e individuando poi la forma di un piccolo parallelogramma composto da astri di quinta e sesta magnitudine orientato in senso nord-sud, di cui quest'ultima stella rappresenta il vertice sudorientale; la stella posta al vertice opposto, una stella bianco-azzurra di sequenza principale di magnitudine 6,24, è l'astro centrale della nebulosa ed è catalogato come HD 26676. La nube riceve la radiazione da questa stella, assumendo così una colorazione bluastra.
Data la distanza di 502 anni luce, stella e nebulosa vengono a trovarsi sul bordo esterno della Bolla di Eridano; il confine della superbolla più prossimo nella direzione del sistema solare sembrerebbe trovarsi infatti a circa 180 parsec (587 anni luce) dal Sole. Secondo alcune teorie, le estese dimensioni della bolla, che raggiunge i confini del Complesso nebuloso molecolare di Orione, unite alla presenza del plasma caldo osservato nel settore più esterno della bolla stessa, sarebbero un indizio che fa pensare all'esplosione di una supernova avvenuta negli ultimi milioni di anni in una posizione intermedia fra il sistema solare e la regione di Orione.